# Alazani
L'Alazani (en géorgien ალაზანი, en azéri Qanıx) est une rivière du Caucase et un affluent du fleuve Koura.
Elle mesure 351 kilomètres de long et forme la frontière entre la Géorgie et l'Azerbaïdjan dans son cours inférieur.
Elle traverse les terres viticoles et donne son nom à plusieurs vins géorgiens, tels que les célèbres Marani Alazani Valley et Old Tbilisi Alazani.
Longtemps, l'Alazani fut la voie de pénétration des envahisseurs perses.

## Géographie

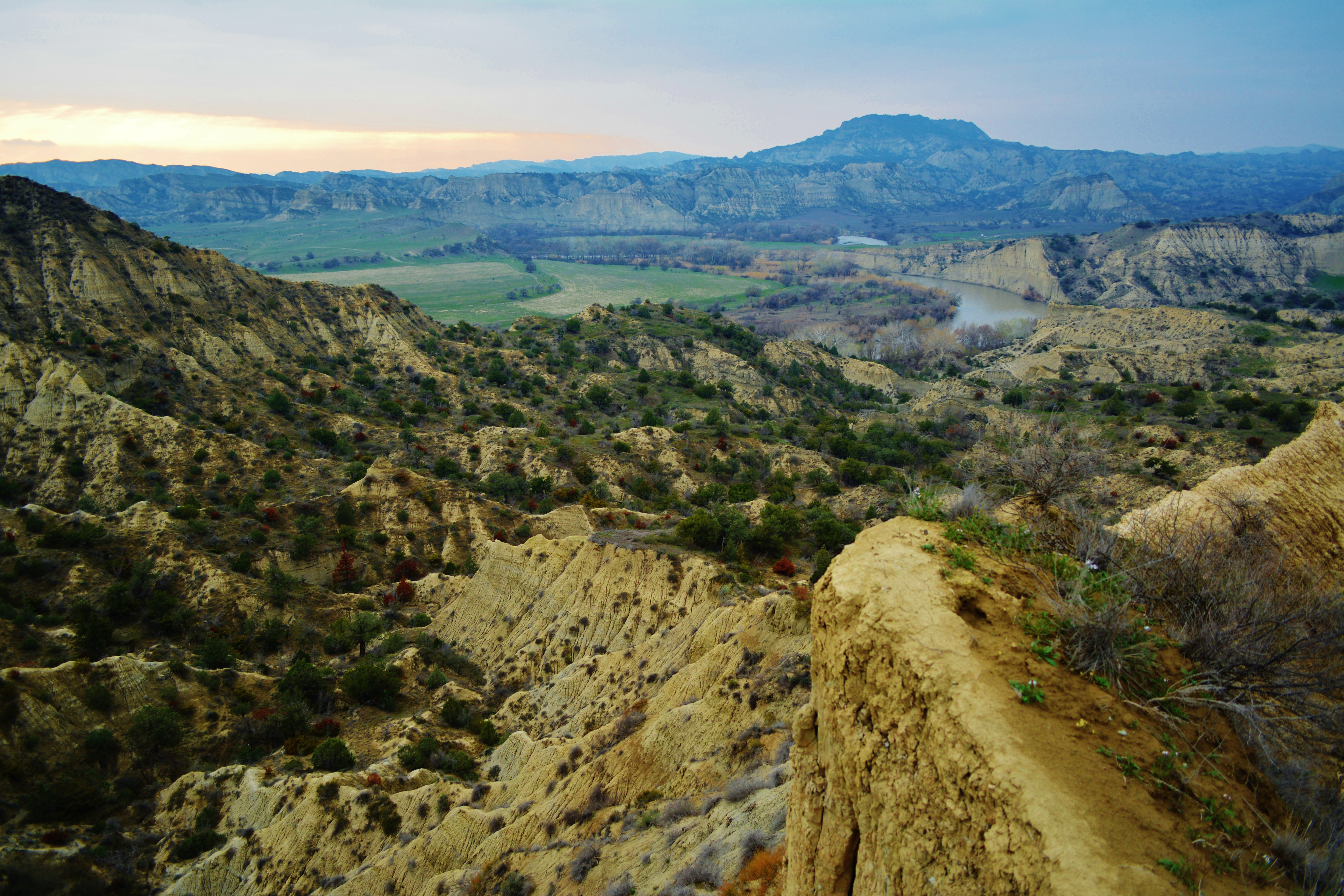
Paysage d'une biocénose dans la vallée de la rivière Alazani, au parc de Qax Dövlət Təbiət Yasaqlığı. Mars 2015.

Cette rivière est le principal affluent de la Koura dans la Géorgie orientale et s'étend sur 351 km de longueur. Une partie forme la frontière entre la Géorgie et l'Azerbaïdjan, avant de rencontrer la Koura au réservoir de Mingachevir.
L'Alazani prend naissance dans le Grand Caucase, au confluent de deux petites rivières, dans le village de Senako. Elle traverse d'abord la région d'Akhmeta vers le sud, puis rejoint la fertile vallée de l'Alazani (Kakhétie), en direction du sud-est.
L'Alazani gèle durant l'hiver, mais à la fin du printemps, la fonte des neiges des montagnes fait grossir la rivière et provoque des inondations. La rivière est aussi utilisée pour l'irrigation et pour l'eau potable. Dans les années 1990, des investisseurs chinois construisirent plusieurs centrales hydroélectriques, encore utilisées[réf. nécessaire].
La rivière est aussi attractive pour le tourisme.
Toutefois, la rivière subit une importante pollution par les rejets d'eaux usées et d'origine agricole. Dans les districts de Kvareli et de Lagodekhie, la qualité de l'eau est réputée pour être mauvaise.

La rivière Alazani dans le parc national de Vachlovani. Avril 2018.